# Yun Ling
Yun Ling (chinesisch 雲嶺 / 云岭, Pinyin Yún Lǐng – „Wolken-Gebirge, Wolken-Berge, Wolken-Bergkamm“; auch Yunling oder Yunling-Gebirge), auch als Xue Shan (雪山,  Xuěshān) oder Xue Ling (雪嶺 / 雪岭,  Xuělǐng – „Schneeberg“) bezeichnet, ist ein Gebirgszug im Nordwesten der südwestchinesischen Provinz Yunnan. 
Es ist ein Teil des Hengduan Shan und verläuft von Süd nach Nord. Im Norden grenzt es an das Gebirge Ningjing Shan , im Süden an die Gebirge Wuliang Shan und Ailao Shan. Es bildet die Wasserscheide zwischen den Flüssen Lancang Jiang (Mekong) und Jinsha Jiang (Jangtse). Es liegt häufig über 4000 m Hoch und seine Berge sind im Winter mit Schnee bedeckt. Hauptgipfel ist der Yulong Shan („Jade-Drachen-Schneeberg“; 5596 m) im Nordwesten des Autonomen Kreises Yulong der Naxi. Im Gebirge befindet sich als Teil des Drei-Parallelflüsse-Naturschutzgebietes das Yunlin-Naturschutzgebiet, das auf der UNESCO-Liste steht.